# Den Store Danske Encyklopædi

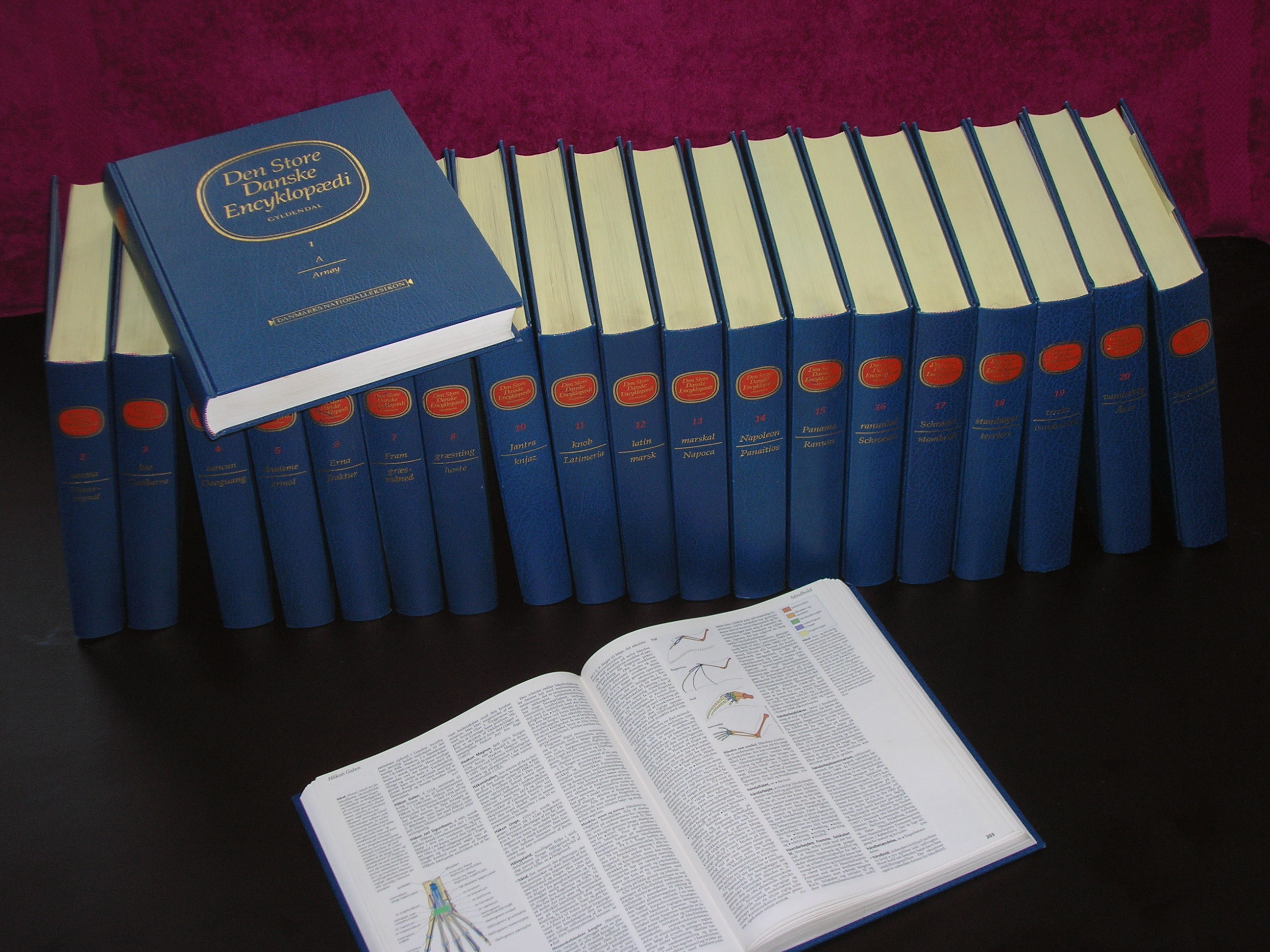
Den Store Danske Encyklopædi

La Den Store Danske Encyklopædi (La Gran Enciclopedia Danesa) es la enciclopedia en idioma danés contemporánea más completa. Los 20 volúmenes de la enciclopedia se publicaron sucesivamente entre 1994 y 2001; se publicó un suplemento de un solo volumen en 2002 y dos volúmenes de índice en 2003. El trabajo comprende 115 000 artículos, que varían en tamaño desde referencias cruzadas de una sola línea hasta la entrada de 130 páginas sobre Dinamarca. Los artículos fueron escritos por un equipo de aproximadamente 4000 expertos académicos dirigidos por el editor en jefe Jørn Lund. Los artículos más largos que unas pocas docenas de líneas están firmados por sus autores. Muchos artículos están ilustrados.
La enciclopedia fue publicada por Danmarks Nationalleksikon A/S (Enciclopedia Nacional de Dinamarca), una subsidiaria de la editorial Gyldendal de Dinamarca que se estableció con ese propósito. El proyecto se inspiró en la casi contemporánea Nationalencyklopedin sueca; recibió apoyo financiero de la Fundación Augustinus y contó con una garantía gubernamental de inflación en las suscripciones prepagadas. Eventualmente se vendieron alrededor de 35,000 copias.

## Versión en CD-ROM
El texto de la enciclopedia impresa también se publicó, pero sin ilustraciones, en CD-ROM para Microsoft Windows en 2004 y para macOS en 2005. En enero de 2006, se anunció que se esperaba una edición en línea completa de la enciclopedia estuviera disponible más adelante en 2006 bajo una suscripción, con la ayuda de una subvención renovada de la Fundación Augustinus. En marzo de 2008, la editorial anunció que no logró obtener suficientes suscriptores y declaró el proyecto un fracaso.
Es probable que la versión en CD-ROM de la enciclopedia no funcione en versiones más nuevas de Windows XP/Vista sin una actualización debido a una corrección de seguridad de Microsoft.

## Versión en línea
Una versión en línea de la enciclopedia se lanzó el 26 de febrero de 2009 de forma gratuita, generando ingresos mediante la visualización de anuncios. La versión en línea gratuita se publicó utilizando software wiki, abriéndose a las contribuciones de los usuarios. La decisión de ofrecerla de forma gratuita fue criticada por los compradores de la enciclopedia impresa de 25 000 DKK (aproximadamente 4500 dólares estadounidenses en 2010), a quienes la editorial originalmente les había prometido que no se lanzaría una versión impresa a precio reducido. La editorial insiste en que se cumplen todas las promesas, ya que la versión gratuita es en línea y no una enciclopedia impresa.
La visión de Gyldendal es crear un híbrido entre la enciclopedia tradicional y las enciclopedias generadas por los usuarios, como Wikipedia. Si bien los usuarios registrados pueden contribuir con contenido y cargar imágenes, etc., un equipo editorial profesional supervisa las contribuciones. El estado de un artículo se indica claramente, si es contenido generado por el usuario o si ha sido aprobado por el personal editorial. La visión es que la versión en línea sea la opción preferida de los daneses para obtener información actualizada y confiable, manteniendo el estatus de una enciclopedia tradicional. Gyldendal buscó reclutar aproximadamente 1500 expertos en la materia para verificar las contribuciones de los usuarios a los cerca de 161 000 artículos; para marzo de 2009, se habían inscrito alrededor de 1100 expertos. El personal editorial permanente consta de 20 personas.

## Derechos de autor
- Los artículos originales de Den Store Danske Encyclopædi se pueden utilizar libremente, pero no se pueden distribuir ni utilizar con fines comerciales.[3]
- Los nuevos artículos (hechos por los usuarios) se pueden utilizar libremente siempre que se haga referencia a la fuente mediante un enlace profundo.[4]
- Den Store Danske está protegida por la ley de derechos de autor danesa y pertenece a Gyldendal.[4]